# Cancún
Cancún (Yucateeks Maya: Kaank’uun) is een stad in het uiterste oosten van Mexico, gelegen op het schiereiland Yucatán in de staat Quintana Roo. De stad heeft 888.797 inwoners (census 2020) en is wereldbekend als toeristenoord.
Tot de jaren vijftig van de twintigste eeuw was Cancún een onbetekenend plaatsje op een eiland in de Caribische Zee vlak bij de kust, met enige visserij en een aantal Maya-ruïnes. De Mexicaanse regering en internationale investeerders besloten echter Cancún tot toeristenoord te ontwikkelen. Het werd door middel van een dam met het vasteland verbonden en er werd een internationale luchthaven aangelegd. Vanaf de jaren zestig begon Cancún snel te groeien.
Anno 2022 is Cancún een grote stad, waarvan het grootste gedeelte op het vasteland gelegen is. Het is de grootste stad van Quintana Roo en de hoofdplaats van de gemeente Benito Juárez. Cancún wordt jaarlijks bezocht door drie miljoen toeristen, de meerderheid afkomstig uit de Verenigde Staten.
Het voormalige eiland Cancún is nu slechts een gedeelte van de stad waar voornamelijk grote hotels, winkelcentra en uitgaansgelegenheden gevestigd zijn. Dit wordt ook wel de "hotelzone" genoemd.
De "Cancunenses" zijn mensen die in Cancún wonen en komen uit alle windstreken, voornamelijk uit de rest van Mexico, Verenigde Staten en Canada, maar ook zijn er Polen, Duitsers, Spanjaarden, Belgen en Nederlanders te vinden.
De officiële taal is het Spaans, hoewel het "Maya" nog steeds een belangrijke taal is. Het Engels is goed geïntegreerd en ook is Duits vaak op straat te horen.
Cancún was tot ongeveer 2010 ook een van de veiligste steden van heel Mexico, dit is voornamelijk door slecht bestuur bijna omgekeerd.
In 2005 richtte de orkaan Wilma hier de grootste schade van heel Mexico aan. Er vielen doden en verschillende hotels en andere gebouwen werden geheel of gedeeltelijk verwoest. De stranden verdwenen bijna helemaal.
Anno 2022 is hier in Cancún bijna niets meer van te merken en de stranden zijn zelfs mooier dan voorheen.
In 2010 werd in Cancún de United Nations Climate Change Conference georganiseerd waar over een opvolger van het Kyoto-protocol werd onderhandeld.

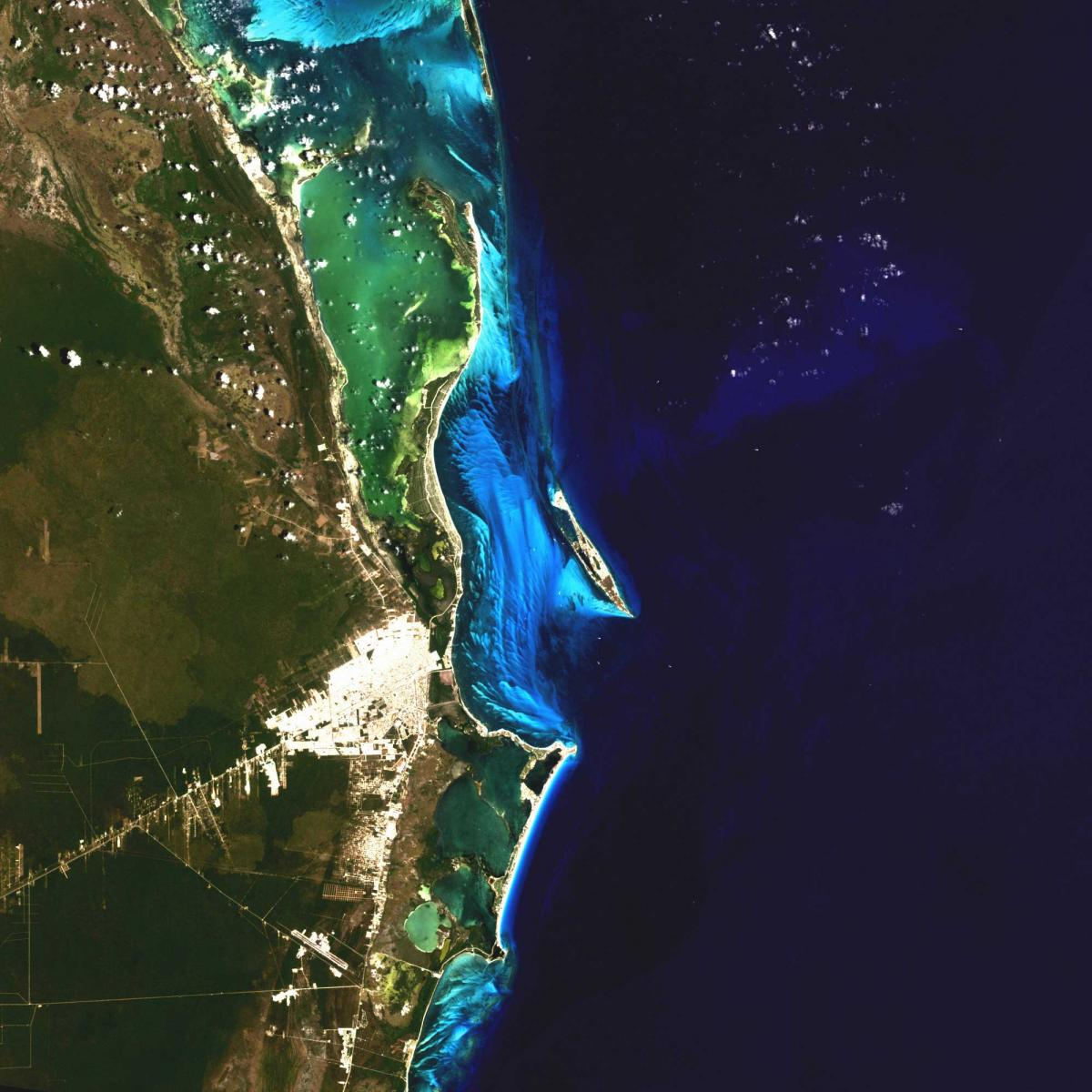
Satellietfoto

## Bekende inwoners van Cancún

### Geboren
- Carlos Vela (1989), voetballer

### Overleden
- Paco de Lucia (1947-2014), Spaans flamencogitarist en -componist